# Даррелл Гріффіт
Даррелл Стівен Гріффіт (англ. Darrell Steven Griffith, нар. 16 червня 1958, Луїсвілл, США) — колишній американський професійний баскетболіст, що грав на позиції атакувального захисника за команду НБА «Юта Джаз», яка навіки закріпила за ним ігровий №35.

## Ігрова кар'єра
Починав грати у баскетбол у команді Луїсвільської чоловічої старшої школи. На університетському рівні грав за команду Університет Луїсвілла (1976–1980). 1980 року став чемпіоном NCAA у складі «Луїсвілла». У фіналі турніру його команда обіграла УКЛА 59—54, а сам Гріффіт набрав 23 очки. За підсумками студентського сезону був названий найкращим гравцем США. Закінчив студентську кар'єру, ставши найрезультативнішим гравцем «Луїсвілла» з 2,333-ма очками.
1980 року був обраний у першому раунді драфту НБА під загальним 2-м номером командою «Юта Джаз». «Джаз» перед тим переїхали з Нового Орлеану до Солт-Лейк-Сіті і відчували потребу у заміні легендарного Піта Маравіча, який закінчив кар'єру в команді. Гріффіт успішно з цим упорався, набираючи у свій дебютний сезон 20,6 очка за гру. Він також отримав нагороду Новачка року НБА.
У сезоні 1983-84 Гріффіт разом з Едріаном Дентлі, Марком Ітоном та Ріккі Гріном вперше вивели «Юту» до плей-оф НБА. 
Наступний сезон 1984-1985 був найуспішнішим у його кар'єрі. Набирав в середньому 22,6 очка за гру, забивши 92 трьохочкових кидки, став лідером у НБА за кількстю трьохочкових кидків, брав участь у конкурсі слем-данків 1984 та 1985 років.
Згодом з приходом до команди Карла Мелоуна та Джона Стоктона, а також через низку травм, Гріффіт втратив місце у стартовому складі команди та його ігровий час постійно зменшувався, поки 1991 року він не завершив спортивну кар'єру.
За свою 10-річну кар'єру записав до свого активу 12,391 очок. Його ігровий номер 35 закріпили за ним навічно.